# Фридрих II фон Кастел
Фридрих II (III) фон Кастел (на немски: Friedrich II (III) zu Castell; † ок.1349) от род Кастел е от 1289 г. до смъртта си владетел на графство Кастел от линията на Горния дворец.

## Произход
Той е син на граф Херман I фон Кастел († 1289) и съпругата му графиня София фон Вилдберг († 1271), дъщеря на граф Манголд фон Вилдберг († 1277).

## Фамилия
Първи брак: пр. 1 май 1289 г. с Вилебирг фон Хоенлое-Браунек-Браунек († сл. 1301), дъщеря на Готфрид фон Хоенлое-Браунек-Браунек I(† 1312) и Елизабет фон Кирбург († 1305). Те имат децата:
- Фридрих VI († ок. 1367), свещеник
- Херман III (IV) († 1363), женен за Лукард († сл. 1373)
- Елизабет (fl 1326), омъжена за Фридрих фон Щубенберг († 1319)

Втори брак: сл. 1301 г. с Елизабет фон Нортенберг († ок. 1358) Те имат децата:
- Фридрих III (V, VII) († 1379), женен за графиня Аделхайд фон Насау-Хадамар († 1416)
- Петер († пр. 1378)[5]